# Éditions du Fromage
Les Éditions du Fromage sont une maison d'édition française de bande dessinée créé en 1972 par Nikita Mandryka, Marcel Gotlib et Claire Bretécher dans l'intention d'éditer la revue de bande dessinée L'Écho des savanes, les recueils des récits prépubliés ainsi que des albums hors-série.
Disparu en 1982 avec la première formule de la revue, cet éditeur d'avant-garde publia notamment des recueils de Masse et Mandryka, les premières éditions du Bandard Fou (Mœbius), de Jack Palmer (René Pétillon) et Hamster Jovial (Gotlib), d'Edmond le Cochon (Jean-Marc Rochette et Martin Veyron), les premiers albums traduits de Wallace Wood (Sally Forth) et Robert Crumb (Mr. Natural).

## Publications
- Le Bandard fou, Moebius, 1974
- Banlieue Sud, Jean Teulé, 1981
- Barbarella - Le miroir aux tempêtes, Jean-Claude Forest, 1982
- Le Baron rouge, Joe Kubert, 1978
- Cauchemars, Neal Adams, 1979
- La créature des marais tome 1, Bernie Wrightson, 1977
- Deadman tome 1, 1967-1968-1970-1978, (Neal Adams, Jack Miller, Arnold Drake), (Adaptation française Janine Bharucha)
- Hägar Dünor Le Viking, Dik Browne, 1980
- Caroline Choléra (3 tomes), scénario de Danie Dubos, dessins de Georges Pichard, 1977-1982.
- Mandryka, 1976 et Le Retour du refoulé, 1977 de Nikita Mandryka
- Sally Forth, Wallace Wood, 1976
- Sally Forth (2), Wallace Wood, 1978
- Sally Forth, triomphe du charme, Wallace Wood, 1981